# Un vizio di famiglia
Un vizio di famiglia (L'Origine du mal) è un film del 2022 scritto e diretto da Sébastien Marnier, con protagonista Laure Calamy.

## Trama
Operaia di mezza età in un conservificio, Stéphane si ritrova in una lussuosa villa in riva al mare in una famiglia facoltosa che ruota attorno al vecchio patriarca dalla salute assai malferma, la sua stravagante seconda moglie ossessionata dallo shopping compulsivo, la loro figlia determinata ed ambiziosa - a sua volta madre di un’adolescente ribelle - e la loro inquietante cameriera. Tra continue menzogne, intrighi, svelamenti, tradimenti, sospetti, vecchi rancori mai sopiti, odi feroci, detenute follemente innamorate, il mistero si approfondisce e il male sembra prevalere.

## Distribuzione
Il film è stato presentato in anteprima il 1º settembre 2022 alla 79ª Mostra internazionale d'arte cinematografica di Venezia, nella sezione "Orizzonti Extra". È stato distribuito nelle sale cinematografiche francesi a partire dal 5 ottobre 2022 dall'Union Générale Cinématographique, mentre in quelle italiane dal 4 gennaio 2023 da I Wonder Pictures.